# Thurrock (circonscription britannique)
Circonscription parlementaire de la Chambre des communes
La circonscription de Thurrock est une circonscription située dans l'Essex et représentée à la Chambre des communes du Parlement britannique.

## Géographie
La circonscription comprend:
- La partie ouest de l'autorité unitaire de Thurrock
- La ville de Grays, Tilbury, South Ockendon et Chafford Hundred

## Députés
Les Members of Parliament (MPs) de la circonscription sont:
| Législature                        | Années       | Député          | Député             | Parti                    |
| ---------------------------------- | ------------ | --------------- | ------------------ | ------------------------ |
| Thurrock issue de South East Essex |              |                 |                    |                          |
| 38e                                | 1945–1949    |                 | Leslie Solley      | Travailliste             |
| 38e                                | 1949-1950    |                 | Leslie Solley      | Travailliste indépendant |
| 39e                                | 1950–1951    |                 | Hugh Delargy       | Travailliste             |
| 40e                                | 1951–1955    |                 | Hugh Delargy       | Travailliste             |
| 41e                                | 1955–1957    |                 | Hugh Delargy       | Travailliste             |
| 42e                                | 1959–1964    |                 | Hugh Delargy       | Travailliste             |
| 43e                                | 1964–1966    |                 | Hugh Delargy       | Travailliste             |
| 44e                                | 1966–1970    |                 | Hugh Delargy       | Travailliste             |
| 45e                                | 1970–1974    |                 | Hugh Delargy       | Travailliste             |
| 46e                                | 1974–1974    |                 | Hugh Delargy       | Travailliste             |
| 47e                                | 1974–1976    |                 | Hugh Delargy       | Travailliste             |
| 47e                                | 1976-1979    | Oonagh McDonald |                    | Travailliste             |
| 48e                                | 1979–1983    | Oonagh McDonald |                    | Travailliste             |
| 49e                                | 1983–1987    | Oonagh McDonald |                    | Travailliste             |
| 50e                                | 1987–1992    |                 | Tim Janman         | Conservateur             |
| 51e                                | 1992–1997    |                 | Andrew MacKinlay   | Travailliste             |
| 52e                                | 1997–2001    |                 | Andrew MacKinlay   | Travailliste             |
| 53e                                | 2001–2005    |                 | Andrew MacKinlay   | Travailliste             |
| 54e                                | 2005–2010    |                 | Andrew MacKinlay   | Travailliste             |
| 55e                                | 2010–2015    |                 | Jackie Doyle-Price | Conservateur             |
| 56e                                | 2015–2017    |                 | Jackie Doyle-Price | Conservateur             |
| 57e                                | 2017–2019    |                 | Jackie Doyle-Price | Conservateur             |
| 58e                                | 2019–Présent |                 | Jackie Doyle-Price | Conservateur             |

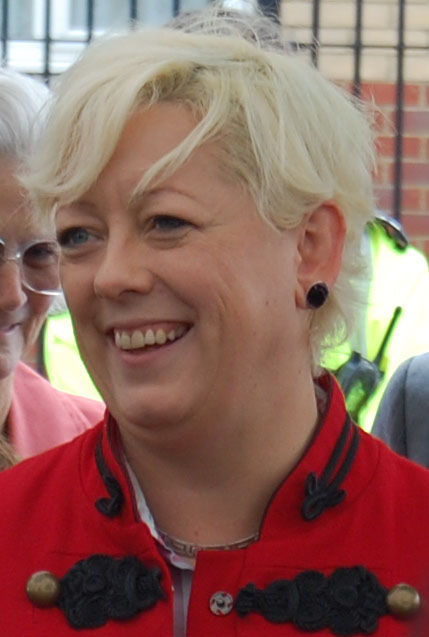
Jackie Doyle-Price (2010-Présent)